# Atlante linguistico della Sicilia
L'Atlante linguistico della Sicilia è una raccolta di carte geografiche della Sicilia che intende documentare lo stato del dialetto siciliano per evidenziarne tendenze e dinamiche dal punto di vista sia diatopico che diastratico. È stato presentato per la prima volta da Giovanni Ruffino nel 1989 in occasione del XIX Congresso Internazionale di Linguistica e Filologia Romanza di Santiago de Compostela. Il progetto è promosso dal Centro di studi filologici e linguistici siciliani.

## La raccolta dei dati
Per lo sviluppo dell'atlante sono state utilizzate reti di rilevamento di tipo sociovariazionale ed etnodialettale. Nell'ambito etnodialettale, tra i temi trattati compaiono i giochi fanciulleschi, la cultura alimentare, la pesca, la caccia, i mestieri e l'antroponomastica popolare.